# Il senatore Fox
Il senatore Fox è una commedia teatrale, scritta nel 1979 da Luigi Lunari e tradotta in francese, inglese, tedesco, fiammingo, estone, spagnolo e giapponese, e alcune lingue regionali italiane (quali il veneto, il triestino, il napoletano).

## Trama
Il senatore Fox prende lo spunto dalla situazione drammaturgica del Volpone, or the Fox di Ben Jonson. Il potente uomo politico di una città di provincia, con le mani in pasta in molti affari più o meno leciti, viene colpito da un infarto: di questo infarto approfittano i suoi colleghi politici - membri del suo stesso partito - per eliminarlo facendolo eleggere senatore, in modo da spedirlo nella capitale, lontano dal centro dei suoi intrallazzi. Fox è però perfettamente guarito, ma si finge moribondo per giocare ai suoi concorrenti lo stesso scherzo del Volpone di Ben Jonson: loro faranno a gara nell'associare Fox ai loro intrallazzi, ciascuno nella speranza di essere nominato suo erede politico.
A questo si intreccia una sottotrama: la storia d'amore - tradizionalissima e volutamente banale - tra la figlia di Fox, Maria Vittoria, e il segretario di Fox, Giacomo Colombo. Il matrimonio si rivela impossibile quando si scopre che Colombo è in realtà figlio naturale di Fox, ma tutto si conclude bene quando si scopre che è Maria Vittoria a non essere figlia di Fox. Ma la rivelazione è fatale per il senatore: nel suo cinismo di politico corrotto, egli aveva conservato la fede nel sacrario e nella purezza della famiglia. Quando questo valore viene meno, egli è colto da un nuovo infarto, e questa volta muore. "Gli erano rimasti dei sentimenti - conclude Colombo - e una strana fede in qualcosa. E così è morto: laddove i veri politici muoiono soltanto di vecchiaia"...

## Principali allestimenti
- Teatro San Babila, Milano, 1987. Regia di Augusto Zucchi, con Renzo Montagnani e Anna Canzi.
- Maison de la Culture de Nantes, 1998. Regia di Jean Luc Tardieu, con Pierre Mondy e

Catherine Rich. Poi a Parigi, Théâtre de la Porte Saint Martin, 2005
- Raamteater di Anversa, 1999. Regia di Dirk Lavrysen, con Roger Bolders e Magda

Cnudde. 
- Theatre Endla Pärnu (Estonia), 2000. Regia di Tiit Palu, con Jean Rekkor e Carmen Mikiver.
- Mantova, Teatro di Palazzo d'Arco, 2002. Regia di Aldo Signoretti, con Adolfo Vaini e

Roberta Visentini

## Edizioni
- In Italiano: "Sipario", Gennaio 1981, Milano
- In Francese: Collection MCLA, Volume X, Nantes 1998; e "L'avant-Scène", n.1041, Gennaio 1999, Paris (Traduzione di Rosetta Morselli e Nicole Thévenin)
- In Tedesco: c/o Felix-Bloch-Erben (Traduzione di Alfred Bergmann)

## Accoglienza della stampa e della critica
(Roberto De Monticelli - Il Corriere della Sera, Milano 1981)
(Ugo Ronfani - Il giorno, Milano 1981)
(Giorgio Prosperi - Il Tempo, Roma 1986)
(Le Figaro, Paris, 1998)
(Les Echos, Paris, 2004)